# Medaille van het Rode Kruis (Mantsjoerije)
De Medaille van het Rode Kruis van het Keizerrijk Mantsjoerije was een onderscheiding van het Rode Kruis.
De medaille is een slaafse nabootsing van de veel oudere Medaille van het Japanse Rode Kruis. Mantsjoerije was een vazalstaat van Japan.
Het kruis van Genève op de voorzijde werd rood geëmailleerd. Men droeg de medaille aan een purperrood lint met twee gouden strepen langs de rand.
De "speciale leden" waaronder Keizer Pu-Yi droegen een medaille aan een lint met een rozet. Men verkreeg de medaille voor verdiensten voor het Rode Kruis maar ook wanneer men een flinke contributie betaalde. De rozetten in verschillende kleuren gaven aan hoeveel men had geschonken.